# Бройнинг-Сторм, Гунна
Гунна Бройнинг-Сторм (дат. Gunna Breuning-Storm, 25 января 1891 — 24 апреля 1966) — датская скрипачка и преподавательница музыки, руководитель музыкального квартета.

## Биография
Гунна родилась в Копенгагене в 1891 г. Её родителями были врач Хотер Аксель Бройнинг-Сторм и Габриэла Софи Борхорст. Она с детства училась играть на скрипке сначала у Йоханнеса Шёрринга, а затем у Торбена Антона Свенсена, завершив обучение в Берлине у французского скрипача Анри Марто.
Дебют Гунны состоялся в 1907 г. в здании Odd Fellow Palæet в Копенгагене перед датской королевской четой. В дальнейшем Гунна переехала в Берлин и выступала соло в крупных немецких городах: давала концерты в Берлинской филармонии под руководством Артура Никиша, Макса Регера, Феликса Вайнгартнера и при дворе германской императрицы Августы Виктории. Она также преподавала в Берлине, где у неё было много учеников.
Когда началась Первая мировая война Гунна вернулась из Германии в Данию, где продолжила давать концерты и преподавать. Она в 1916 г. несколько раз выступила с концертами в Швеции при участии композитора Эмиля Шёгрена, чьи сонаты для скрипки и фортепиано она играла. В 1918 г. она аккомпанировала пианистке Йоханне Стокмарр и была назначена придворной скрипачкой. Как преподавательница музыки она работала сначала с Кристианом Хорнеманом, а затем в период 1919—1923 гг. — в Королевской Датской консерватории.
Гунна также выступала дирижёром. Около 1920 г. она создала свой камерный оркестр. С 1926 г. она много лет была дирижёром оркестра. Ей оказывал покровительство король Фредерик IX, финансировавший несколько её концертов. Также она выступала соло. Гунна была также известна тем, что играла первую скрипку в струнном квартете, известном как «Копенгагенский квартет», выступавшем с 1919 по 1956 гг. и исполнявшем как классический, так и современный репертуар.
В 1931 г. Гунна получила грант Тагеа Брандт, в 1935 г. она была награждена медалью Ingenio et Arti.
Гунна Бройнинг-Сторм ушла из жизни в 1966 г. в Копенгагене.